# Colin Groves
Colin Peter Groves (24. června 1942, Londýn – 30. listopadu 2017, Canberra) byl britsko-australský biolog. Narodil se a studoval ve Spojeném království, v 70. letech emigroval do Austrálie, kde se později stal profesorem biologické antropologie na Australské národní univerzitě v Canbeře. Ve výzkumných pracích se zabýval evolucí člověka, primatologií, systematikou savců, osteologií, biologickou antropologií, etnobiologií a biogeografií.
V roce 1975 společně s českým biologem Vratislavem Mazákem popsal druh člověka Homo ergaster.

## Z díla
- 1970: Gorillas
- 1974: Horses, asses, and zebras in the wild
- 1981: Ancestors for the pigs: Taxonomy and phylogeny of the genus Sus
- 1984: Pigs
- 1989: A Theory Of Human And Primate Evolution. Oxford Science Publications
- 2001: Primate Taxonomy, Smithsonian Institution Press, Washington D.C.
- 2003: The science of culture. Being Human: Science, Culture and Fear: Royal Society of New Zealand, Miscellaneous Series, 63:3-13.
- 2004: Bones, Stones and Molecules. Amsterdam, Boston etc.: Elsevier Academic Press
- 2005: Order Primates in D.E. Wilson; D.M. Reeder, Mammal Species of the World. A Taxonomic and Geographic Reference. 3. Auflage, Johns Hopkins University Press, 2005. ISBN 0-8018-8221-4
- 2008: Extended Family: Long Lost Cousins: A Personal Look at the History of Primatology. Arlington, Virginia: Conservation International. ISBN 978-1-934151-25-9
- 2011: Ungulate Taxonomy
- 2015: Taxonomy of Australian Mammals. CSIRO Publishing. ISBN 978-1-486300-12-9